# Петрово (Приједор)
Петрово (стари назив Ћела) је насељено мјесто у граду Приједор, Република Српска, БиХ.

## Становништво
| Националност       | 1991.          | 1981.          | 1971.          |
| Муслимани          | 1.634 (76,10%) | 1.454 (71,90%) | 1.405 (73,40%) |
| Срби               | 415 (19,32%)   | 317 (15,67%)   | 389 (20,32%)   |
| Хрвати             | 40 (1,86%)     | 27 (1,33%)     | 49 (2,56%)     |
| Југословени        | 48 (2,23%)     | 207 (10,23%)   | 35 (1,82%)     |
| остали и непознато | 10 (0,46%)     | 17 (0,87%)     | 36 (1,88%)     |
| Укупно             | 2.147          | 2.022          | 1.914          |

1. ↑  Муслимани се данас изјашњавају као Бошњаци.